# Gaston Heenen

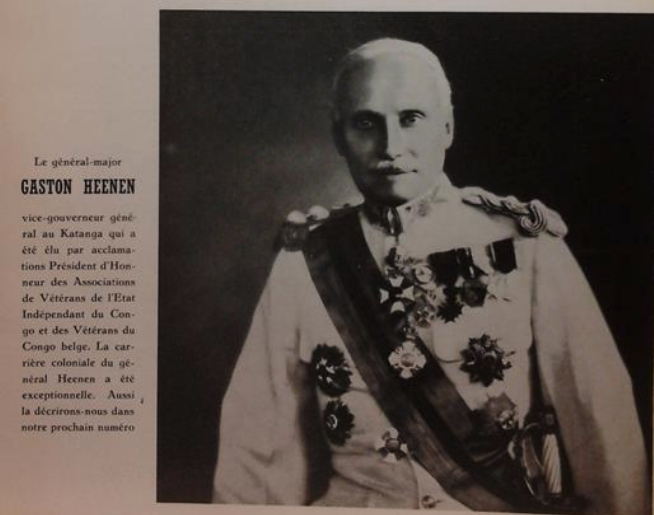
Generaal-majoor Gaston Heenen

Gaston René Joseph Heenen (Hasselt, 20 februari 1880 - Elsene, 20 september 1963) was een Belgisch militair en minister.

## Levensloop
In 1896 trad hij op 16-jarige leeftijd als militair vrijwilliger in dienst bij het Elfde Linieregiment. In 1911 vertrok hij als generaal-majoor naar Belgisch Congo en kreeg het bevel over de Belgische troepen in de streek rond Lukafu.
Tijdens de Eerste Wereldoorlog werd hij belast met de mobilisatie van de Belgische troepen in Katanga. Na de oorlog werd hij in 1918 district-commissaris van Lomami, waar hij zich vooral bezighield met landbouwontwikkeling te stimuleren.
Vervolgens was hij van 1922 tot 1926 commissaris-generaal van Katanga. In 1926 keerde hij terug naar België om kabinetschef te worden van minister van Koloniën Edouard Pécher. Nadat die eind 1926 onverwacht overleed, was hij van 1926 tot 1927 kabinetschef van zijn opvolger Henri Jaspar was.
In 1927 werd hij benoemd tot vicegouverneur-generaal van Belgisch Congo, waarna hij België opnieuw verliet. Vanaf 1928 was hij er bovendien gouverneur-generaal van Katanga. Na een conflict met gouverneur-generaal Auguste Tilkens nam hij in 1933 uit beide functies ontslag. Vervolgens keerde hij terug naar België om kolonel te worden in het leger en werd hij administrateur bij verschillende financiële instanties betrokken in Belgisch Kongo.
Van februari tot april 1939 was hij tevens voor korte tijd minister van Koloniën in de Regering-Pierlot I. Nadat in 1939 het Belgisch leger mobiliseerde toen Nazi-Duitsland Polen binnenviel, werd hij benoemd tot koloniaal departementshoofd voor de mobilisering van legers. Nadat Nazi-Duitsland in mei 1940 België binnenviel en bezette, ging hij een actieve rol spelen in het Verzet.
Na de Tweede Wereldoorlog was hij van 1945 tot 1948 de voorzitter van de Association des intérêts colonieux. Van 1955 tot 1960 was hij ten slotte tot aan de Congolese onafhankelijkheid de voorzitter van de Dienst van Informatie en Publieke Relaties voor Belgisch Congo en Ruanda-Urundi.